# يوسف الغول
يوسف الغول حكم ليبي دولي في كرة القدم ولد عام 1936م بالعاصمة طرابلس وكانت بدايته كلاعب كرة قدم في سنة 1953م بفريق معهد المعلمين واختير بعد عام لمنتخب مدارس طرابلس ثم لعب لفريق الظهرة في خانة قلب الهجوم ولمدة ثمانية مواسم.
دخل مجال التحكيم في سنة 1964م وفي فترة وجيزة تمكن من إثبات جدارته وأوكلت له مباريات هامة وحساسة في الدوري الليبي وتمكن من إدارتها بكفاءه عالية مما أهله لأن يكون أفضل الحكام في سنة 1970م حسب استفتاء صحيفة البلاغ الليبية.
تم ترشيحه للشارة الدولية عام 1970م وتحصل عليها في نفس العام، وقد أدار أول مباراه دولية بين المريخ السوداني وسان جورج الأثيوبي.
أدار العديد من المباريات الدولية في السبعينات منها المباراة النهائية لكأس الأمم الإفريقية بغانا بتاريخ 1978/3/18م بين منتخبي أوغندا وغانا وتحصل على كأس أفضل حكم في الدورة من مجلة (فرنس فوتبول).
شارك في نهائيات كأس العالم 1982 بإسبانيا، وأدار مباراة (روسياx نيوزيلندا)، وشارك كمساعد في مبارتين أخرى ين، وهو الليبي الوحيد الذي أدار مباراة في بطولة كأس العالم لكرة القدم.
اعتزل التحكيم في نهاية العام 1982م وعين كمحاضر دولي لدى الإتحادين الدولي والأفريقي وساهم كثيرا في الارتقاء بمستوى التحكيم في ليبيا وتولى رئاسة اللجنة العامة للتحكيم.
توفي في 27 ديسمبر 1997.

## وصلات خارجية
- يوسف الغول على موقع Soccerway.com (الإنجليزية)